# Lane Smith
Pour les articles homonymes, voir Lane Smith (homonymie) et Smith.
Lane Smith est un acteur américain, né le 29 avril 1936 à Memphis (Tennessee) et mort le 13 juin 2005 à Northridge (Los Angeles, Californie) pour cause de sclérose latérale amyotrophique, une maladie neurodégénérative caractérisée par une paralysie musculaire progressive.

## Filmographie

### Cinéma
- 1970 : Maidstone
- 1973 : Last American Hero (The Last American Hero) de Lamont Johnson : Rick Penny, le chauffeur
- 1973 : Flics et voyous (Cops and Robbers) : Perpetrator
- 1974 : Enquête dans l'impossible (Man on a Swing) : Ted Ronan
- 1975 : Une bible et un fusil (Rooster Cogburn) : Leroy
- 1976 : Network : Main basse sur la télévision (Network) : Robert McDonough
- 1977 : Between the Lines : Roy Walsh
- 1977 : La chouette équipe se révolte (The Bad News Bears in Breaking Training) : l'officier Mackle
- 1978 : Blue Collar : Clarence Hill, le steward de l'Union
- 1978 : QHS (On the Yard) : Blake
- 1979 : Violences sur la ville (Over the Edge) : Sloan
- 1980 : On the Nickel : Preacher
- 1980 : Soggy Bottom, USA : Smilin' Jack
- 1980 : Show Bus (Honeysuckle Rose) : Brag, Cotton's manager
- 1980 : Résurrection : Don
- 1981 : Le Prince de New York (Prince of the City) : Tug Barnes
- 1982 : Frances : Dr Symington
- 1984 : Au cœur de l'enfer (Purple Hearts) : le commodore Markel
- 1984 : L'Aube rouge (Red Dawn) : le maire Bates
- 1984 : Les Saisons du cœur (Places in the Heart) : Albert Denby
- 1986 : Native Son : Britton
- 1987 : Comme un lion en cage (Weeds) de John D. Hancock : Claude
- 1988 : Prison : Warden Eaton Sharpe
- 1989 : Meurtres en nocturne (Night Game) de Peter Masterson : Witty
- 1989 : Race for Glory : Joe Gifford
- 1990 : Air America : le sénateur Davenport
- 1992 : Mon cousin Vinny (My Cousin Vinny) : D.A. Jim Trotter, III
- 1992 : Les Petits Champions (The Mighty Ducks) : le coach Jack Reilly
- 1992 : Monsieur le député (The Distinguished Gentleman) : Dick Dodge
- 1993 : L'Apprenti fermier (Son in Law) de Steve Rash : Walter
- 1994 : The Flight of the Dove : Stephen Hahn
- 1994 : La Révélation (The Scout) : Ron Wilson
- 1996 : The War at Home : oncle Howe
- 1998 : Getting Personal : Dr Maddie
- 1998 : Ménage à quatre (Why Do Fools Fall in Love) : Ezra Grahme
- 1998 : The Hi-Lo Country : Steve Shaw
- 2000 : The Caprice
- 2000 : La Légende de Bagger Vance (The Legend of Bagger Vance) : Grantland Rice

### Télévision
- 1975 : Valley Forge : Spad
- 1977 : The Displaced Person
- 1977 : The Court-Martial of George Armstrong Custer
- 1978 : L'Affaire Peter Reilly (A Death in Canaan) : Bob Hartman
- 1978 : Crash (en)
- 1979 : The Solitary Man : Jack Collins
- 1979 : Disaster on the Coastliner (en) : John Carlson
- 1980 : City in Fear : Brian
- 1980 : Le Droit à la justice (Gideon's Trumpet) : Fred Turner
- 1980 : Rumeurs de guerre (en) (A Rumor of War) : le sergent William Holgren
- 1980 : The Georgia Peaches : Randolph Dukane
- 1980 : Mark, I Love You : Don Payer
- 1981 : Les Fleurs de sang (Dark Night of the Scarecrow) : Harless Hocker
- 1982 : The Member of the Wedding : M. Addams
- 1982 : Prime Suspect : Tom Keating
- 1982 : Thou Shalt Not Kill : Clarence Blake
- 1983 : Special Bulletin : Morton Sanders
- 1983 : Chiefs (en) : Hoss Spence
- 1984 : Something About Amelia : l'officier Dealy
- 1984 - 1985 :  V, la série : Nathan Bates
- 1985 : Enquête à Beverly Hills (Beverly Hills Cowgirl Blues) : le capitaine Max Rosenberg
- 1985 : Bridge Across Time : Anson Whitfield
- 1986 : Dress Gray (en) de Glenn Jordan : le colonel King
- 1986 : Si c'était demain (If Tomorrow Comes) : Warden Brannigan
- 1986 : Kay O'Brien : le docteur Robert Moffitt
- 1987 : A Place to Call Home : Sam
- 1988 : Killer Instinct : Dr Butler
- 1989 : The Final Days : Richard Nixon
- 1989 : Arabesque : l'inspecteur Underwood (1 épisode)
- 1990 : Challenger : Larry Mulloy
- 1990 : Blind Vengeance
- 1991 : Good Sports : R.J. Rappaport
- 1991 : Good & Evil : Harlan Shell
- 1991 : False Arrest : Martin Busey
- 1992 : Duplicates : Mr. Fryman
- 1993-1997 : Loïs et Clark : Les Nouvelles Aventures de Superman : Perry White
- 1997 : Alien Nation: The Udara Legacy : le sénateur Silverthorne
- 1998 : De la Terre à la Lune (From the Earth to the Moon) : Emmett Seaborn
- 1999 : Inherit the Wind : le révérend Jeremiah Brown
- 2001 : WW3 : John Sullivan
- 2003 : Out of Order : Frank